# Javier Fernández Fernández
Javier Fernández Fernández (Mieres, Astúries, 7 de gener de 1948), és un polític espanyol de la FSA-PSOE. Va ser Secretari de la Federació Socialista Asturiana des del 4 de novembre de 2000 fins al 17 de setembre de 2017 i president del Principat d'Astúries des del 26 de maig de 2012 fins al 20 de juliol de 2019.

## Biografia
Va néixer a la ciutat asturiana de Mieres, concretament, al barri de Requexu. Prové d'una família fortament vinculada a l'esquerra des de la Guerra Civil Espanyola.
Després del batxillerat, cursà estudis d'enginyeria de mines a l'escola d'Oviedo i posteriorment es diplomà en qualitat ambiental. El 1978, obrí a Gijón, amb dos companys de professió, un despatx de projectes i estudis d'enginyeria. Més tard, el 1984, aprovà les oposicions per al cos especial d'Enginyers de Mines de l'Estat i fou destinat a Cantàbria.

## Trajectòria política
El 1987 s'afilià al Partit Socialista Obrer Espanyol a Gijón. Després de les eleccions autonòmiques de 1991, essent President del Principat d'Astúries Juan Luis Rodríguez-Vigil i conseller d'Indústria, Comerç i Turisme Víctor Zapico, Javier Fernández fou nomenat Director Regional de Mines i Energia. Amb l'arribada del Partit Popular a la presidència del Principat el 1995, Javier Fernández retornà al seu lloc com a inspector de mines, però per poc temps, ja que el PSOE l'inclogué en les llistes al Congrés dels Diputats per a les eleccions generals de març de 1996 i obtingué un escó.
El PSOE guanyà les eleccions autonòmiques de 1999 i fou investit president del Principat Vicente Álvarez Areces, qui confià a Javier Fernández la conselleria d'Indústria, Comerç i Turisme; deixant així el seu escó al Congrés.
El novembre de 2000, Javier Fernández es presentà a la secretaria general de la Federació Socialista Asturiana en el XXVII Congrés Regional, i aconseguí la victòria per un estret marge de vots. A partir d'aquest moment, dimití com a conseller i tornà al seu lloc de funcionari a la Direcció General de Mines, compaginant l'acció política amb el seu lloc de treball.
El juliol de 2003 fou designat senador en representació de la Comunitat Autònoma, romanent a la Cambra Alta fins a l'abril del 2012.
El 2004 i 2008 revalidà el càrrec de secretari general dels socialistes asturians. A les eleccions autonòmiques de 2007 ocupà el segon lloc en la llista de la FSA a la Junta General del Principat, just darrere del president Vicente Álvarez Areces.
Al juliol de 2010, mostrà la seva disposició a encapçalar la llista de la FSA per a les eleccions autonòmiques de 2011, essent ratificada la seva candidatura a l'octubre. El PSOE guanyà en vots però aconseguí un escó menys que Fòrum Astúries, de manera que renuncià a presentar candidatura per la presidència del Principat a la Junta General. Fou investit president Francisco Álvarez-Cascos i Javier Fernández quedà com a líder de l'oposició.
No obstant això, l'escàs suport amb el qual comptava el govern de Foro Asturias a la Junta General i la incapacitat del seu president per arribar a acords, provocaren un avançament electoral el març de 2012. En aquesta ocasió, el PSOE guanyà en vots i en escons, obtenint 17 dels 45 que componen la cambra. Javier Fernández fou investit president del Principat d'Astúries el 26 de maig de 2012 en primera volta, després de rebre els vots del seu partit, els d'Esquerra Unida i els d'Unió, Progrés i Democràcia.
L'1 d'octubre de 2016, el PSOE va convocar un Comitè Federal on la proposta de Pedro Sánchez Pérez-Castejón, secretari general del PSOE, consistent a celebrar un Congrés Extraordinari, va ser tombada (vegeu Crisi interna del PSOE de 2016). Pedro Sánchez, al·legant que no podia administrar aquella decisió, va presentar la seva dimissió. Aquell mateix dia, una gestora, encapçalada per Javier Fernández, es va fer càrrec de la direcció del partit, i dies després, gràcies a l'abstenció del PSOE, Mariano Rajoy Brey fou investit de nou com a President del Govern.

## Càrrecs exercits
- Director Regional de Mines i Energia del Principat d'Astúries (1991-1995)
- Diputat per Astúries al Congrés dels Diputats (1996-1999)
- Conseller d'Indústria, Comerç i Turisme del Principat d'Astúries (1999-2000)
- Secretari general de la FSA-PSOE (2000-2017)
- Senador designat per la Junta General del Principat d'Astúries (2003-2012)
- Diputat a la Junta General del Principat d'Astúries (2007-2019)
- President del Consell Territorial del PSOE (Des 2012)
- President del Principat d'Astúries (2012-2019)